# Во все тяжкие
«Во все тяжкие» (англ. Breaking Bad) — американская телевизионная криминальная драма, премьерные серии которой транслировались с 20 января 2008 года по 29 сентября 2013 года по кабельному каналу AMC.
На протяжении пяти сезонов, состоящих из 62 эпизодов, показана история Уолтера Уайта (Брайан Крэнстон), школьного учителя, у которого диагностировали неоперабельный рак лёгких и который, вместе со своим бывшим учеником Джесси Пинкманом (Аарон Пол), начинает производить и продавать метамфетамин, чтобы обеспечить финансовое будущее своей семьи.
Постановка и съёмка сериала велись в городе Альбукерке (штат Нью-Мексико).
Создатель и исполнительный продюсер сериала — Винс Гиллиган.
Главные роли в сериале исполнили Брайан Крэнстон, сыгравший Уолтера Уайта, и Аарон Пол, ставший его сообщником Джесси Пинкманом. Анна Ганн стала Скайлер Уайт — женой Уолтера Уайта, Ар-Джей Митт — его сыном. Бетси Брандт исполнила роль сестры Скайлер — Мари Шрейдер, а её мужа Хэнка Шрейдера сыграл Дин Норрис. Начиная со второго сезона Уолтер нанял адвоката Сола Гудмана, в роли которого выступил Боб Оденкерк. Он в свою очередь познакомил Уолта с частным сыщиком Майком Эрмантраутом, сыгранным Джонатаном Бэнксом. Временным работодателем Уолта в сфере наркоторговли стал Густаво Фринг в исполнении Джанкарло Эспозито. В заключительном сезоне сериала появились Джесси Племонс в роли Тода Алкиста, временного сообщника Уолтера Уайта, и Лора Фрейзер в роли Лидии Родарт-Куэйл, новой компаньонки Уолта.
«Во все тяжкие» завоевал широкое признание критиков, получил высокие оценки и был признан одним из лучших американских телесериалов. В 2013 году сериал был занесён в Книгу рекордов Гиннесса как самый высокооценённый критиками сериал всех времён. Сериал был удостоен множества наград, среди которых 16 прайм-таймовых премий «Эмми», два «Золотых глобуса», пять премий Гильдии киноактёров США, шесть премий Гильдии сценаристов США, две премии Гильдии режиссёров Америки, две премии Гильдии продюсеров США, две премии Пибоди, восемь премий «Спутник», одна BAFTA, пять премий Ассоциации телевизионных критиков и шесть премий «Выбор телевизионных критиков». За исполнение главной роли Брайан Крэнстон получил четыре премии «Эмми» за лучшую мужскую роль в драматическом телесериале. Аарон Пол был трижды награждён премией «Эмми» за лучшую мужскую роль второго плана. Анна Ганн была дважды отмечена премией «Эмми» за лучшую женскую роль второго плана.

## Сюжет

### Первый сезон
Первый сезон сериала знакомит зрителя с жизнью Уолтера Уайта (Брайан Крэнстон) — 50-летнего школьного учителя химии из города Альбукерке. Помимо преподавания он вынужден подрабатывать на автомойке, чтобы содержать свою беременную жену (Анна Ганн) и сына-инвалида (Ар Джей Митт). Однако Уолтеру приходится пересмотреть свой привычный образ жизни, когда у него диагностируют неоперабельный рак лёгкого.
С целью оплаты лечения и обеспечения финансового будущего своей семьи Уолтер Уайт решает заняться производством метамфетамина. Его напарником становится бывший ученик — Джесси Пинкман (Аарон Пол). Вместе они покупают домик на колёсах и отправляются в пустыню, чтобы приготовить первую партию наркотика. Но приготовление — это лишь полдела, нужно ещё продать полученный метамфетамин. И на этом пути напарники то и дело попадают в сложные ситуации, в которых им приходится принимать непростые решения.
Для начала Уолтеру и Джесси приходится избавиться от мелкого наркоторговца Крейзи-Эйта, который собирался их убить.
Затем возникают проблемы с добычей необходимого количества псевдоэфедрина, и Уолтер Уайт решает изменить первоначальный процесс производства метамфетамина. Для этого они с Джесси крадут бочку метиламина со склада химикатов.
Для сбыта новых порций наркотика напарники достигают соглашения с местным «дистрибьютором» Туко Саламанкой (Рэймонд Крус). Своими действиями начинающие преступники привлекают внимание отдела УБН во главе с Хэнком Шрейдером (Дин Норрис), который является свояком Уолтера Уайта.

### Второй сезон
Во втором сезоне Уолтера и Джесси похищает наркоторговец Туко, но им удаётся сбежать. Никакие проблемы не могут остановить Уолтера Уайта на пути к намеченной цели, и они с Джесси опять отправляются в пустыню, где за четыре дня готовят крупную партию наркотика. Джесси привлекает своих приятелей для сбыта метамфетамина. Однако вскоре один из них попадает под арест. Начинающие наркоторговцы обращаются за помощью к адвокату Солу Гудману (Боб Оденкерк). Благодаря криминальным связям Сола Уолтер Уайт знакомится с Гусом Фрингом (Джанкарло Эспозито), который покупает весь оставшийся запас метамфетамина за 1,2 миллиона долларов.
Удача в криминальном бизнесе сопровождается неприятностями в личной жизни персонажей. Уолтер Уайт пропускает рождение своей дочери. Жена подозревает его в измене и заставляет съехать на отдельную квартиру. Подруга Джесси погибает от передозировки героина, а оказавшийся рядом в этот момент Уолтер Уайт позволяет девушке умереть. Её смерть запускает цепочку событий, кульминацией которых становится авиакатастрофа в небе над Альбукерке.

### Третий сезон
В третьем сезоне Уолтер Уайт заключает крупную сделку с наркобароном Гусом Фрингом, который строит для Уолтера метамфетаминовую лабораторию в подвале одной из своих прачечных. Джесси в это время отправляется в реабилитационный центр, чтобы избавиться от наркозависимости. В лаборатории Уолтеру помогает новый напарник Гейл Беттикер (Дэвид Костабайл), поэтому после возвращения Джесси оказывается не у дел.
Пытаясь вернуться в наркобизнес, Пинкман то и дело попадает в неприятности, из которых его раз за разом выручает Уолтер Уайт. Сначала Джесси конфликтует с агентом Шрейдером. Уолтер предлагает Джесси работу в лаборатории, чтобы уладить конфликт. Затем Джесси нарушает договорённости с Гусом Фрингом. Уолтер опять помогает напарнику и «принимает огонь на себя». После этого Пинкман вынужден скрываться, а в лабораторию на должность ассистента возвращается Гейл Беттикер, который уже достаточно знаком с производственным процессом, чтобы взять управление в свои руки. Ради спасения своих жизней Уолтер и Джесси решаются на убийство Беттикера.

### Четвёртый сезон
В четвёртом сезоне Уолтер и Джесси возвращаются к производству метамфетамина для Гуса Фринга. Однако секретность наркопредприятия ставится под угрозу. В результате расследования убийства Гейла Беттикера полиция находит улики, указывающие на сеть закусочных, которой владеет Гус Фринг. Хэнк Шрейдер постепенно выходит на след Фринга, а Уолтер Уайт становится невольным участником этого расследования. К тому же поведение Пинкмана становится всё более безрассудными и угрожает безопасности предприятия.
Гус Фринг тем временем ликвидирует верхушку мексиканского наркокартеля, обеспечивая монополию своему наркобизнесу. Затем он решает доверить метамфетаминовую лабораторию Пинкману, чтобы можно было избавиться от Уолтера Уайта и его свояка из УБН. Угроза жизни опять подталкивает Уолта на крайние меры. Он вступает в схватку с Гусом Фрингом и выходит из неё победителем.

### Пятый сезон
Первая половина пятого сезона посвящена триумфу криминального гения Уолтера Уайта. Для начала Уолтер и Джесси достигают соглашения с Майком Эрмантраутом (Джонатан Бэнкс), отвечавшим за безопасность наркотрафика при Гусе Фринге. Совместно они ликвидируют компрометирующие их улики и возобновляют производство метамфетамина. Вскоре Джесси и Майк решают отойти от дел, а Уолтер договаривается о сотрудничестве с представителем мексиканского наркокартеля и берёт себе в помощники Тодда Алкиста (Джесси Племонс). Наконец, изрядно разбогатев, Уолтер Уайт уходит на покой.
Хэппи-энду не даёт сбыться внезапное открытие Хэнка Шрейдера, с которого начинается вторая половина пятого сезона. Хэнк узнаёт, что его свояк и есть тот самый преступник, которого он безуспешно пытался найти на протяжении последних двух лет. Прежде чем начать официальное расследование, Хэнк занимается самостоятельным сбором доказательств. По удачному стечению обстоятельств ему удаётся привлечь к расследованию Джесси Пинкмана, обозлённого на Уолтера Уайта за то, что тот был виновен в отравлении сына его подруги. Пинкман даёт показания и помогает отыскать все накопления Уолтера Уайта.
Боясь потерять все свои сбережения, Уолтер зовёт на помощь Тодда и его дядю-уголовника. Они убивают Хэнка и его напарника, отнимают большую часть накоплений Уайта и берут в плен Джесси Пинкмана. Жена и сын отрекаются от Уолтера после того, как узнают о смерти Хэнка. Оставшись в одиночестве, Уолтер Уайт отправляется в Нью-Гемпшир, где он пережидает время, собирается с мыслями и готовит план мести. По возвращении в Альбукерке Уолтер находит способ, как передать накопления своим детям, встречается на прощание с женой, после чего едет на встречу и расправляется с бывшими компаньонами, отнявшими его деньги и убившими его свояка. Он освобождает из плена Джесси Пинкмана, а сам предположительно погибает от случайного огнестрельного ранения, полученного во время расстрела его врагов.

## История создания

### Замысел
Создателем и шоураннером сериала стал Винс Гиллиган. Его первой телевизионной работой было участие в создании «Секретных материалов», для которых он написал сценарии к 29 эпизодам и участвовал в продюсировании более ста серий. Приступая к новому проекту, Гиллиган планировал создать сериал, в котором протагонист по мере развития сюжета становится антагонистом. В соответствии с этим замыслом, главный персонаж — Уолтер Уайт — превращается из обычного школьного учителя в начале истории в расчётливого преступника к её окончанию. Перед завершением сериала Гиллиган рассказал, что было трудно прорабатывать характер Уолтера Уайта, потому что персонаж становился всё более мрачным и морально противоречивым. Он признался, что будет скучать по сериалу после окончания съёмок, но в то же время испытает облегчение, потому что не нужно будет больше «держать Уолта в своей голове».
Идея о передвижной лаборатории, положенная в основу сериала, возникла у Винса Гиллигана в разговоре с его знакомым писателем Томасом Шнауцем в ходе обсуждения ситуации с их текущей безработицей. Тогда в шутку было предложено оборудовать передвижную мет-лабораторию, с которой можно ездить по стране и зарабатывать деньги на продаже наркотика.

### Подбор актёров
Подбором актёров для сериала занимались Шэрон Биали и Шерри Томас в соответствии с указаниями Винса Гиллигана. На главную роль Гиллиган пригласил Брайана Крэнстона, с которым ему довелось работать на съёмках эпизода «Гонка» для шестого сезона «Секретных материалов». Крэнстон сыграл тогда неизлечимо больного антисемита, который взял в заложники Фокса Малдера. Согласно сценарию он должен был изобразить персонажа, вызывающего одновременно и отвращение, и симпатию. По словам Гиллигана, «Брайан был единственным актёром, который смог сделать это, которому удалось провернуть этот трюк». Представители канала AMC первоначально скептически отнеслись к выбору Гиллигана, потому что знали Крэнстона только по роли Хэла в комедийном сериале «Малкольм в центре внимания». Они рассматривали кандидатуры Джона Кьюсака и Мэттью Бродерика. Когда оба актёра отказались, руководство ознакомилось с эпизодом «Секретных материалов» с участием Крэнстона и согласилось с выбором его на главную роль.
Ряд актёров, приглашённых к участию в сериале, прежде снимались в комедийных ролях. Винс Гиллиган говорил по этому поводу: «Если вы можете играть в комедии, вы сможете играть и в драме, но не всегда верно обратное». Брайан Крэнстон, Анна Ганн, Боб Оденкерк, Джессика Хект ранее участвовали в ситкоме «Сайнфелд». С 2000 по 2006 год Крэнстон снимался в ситкоме «Малкольм в центре внимания». Боб Оденкерк с 1988 года исполнял разнообразные комедийные роли в популярном шоу «Субботним вечером в прямом эфире» и в скетч-шоу «Мистер Шоу с Бобом и Дэвидом». Стендап-комики Билл Бёрр и Лавелл Кроуфорд исполнили роли помощников Сола Гудмана — Патрика Куби и Хьюэлла Бабино.
Со многими актёрами, приглашёнными к участию в сериале «Во все тяжкие», Винс Гиллиган ранее сотрудничал на съёмках «Секретных материалов». На главные роли были приглашены Брайан Крэнстон, Аарон Пол и Дин Норрис, которые эпизодически снимались в «Секретных материалах». В обоих сериалах эпизодические роли исполнили Майкл Боуэн, Дэнни Трехо, Рэймонд Крус, Адам Годли, Джим Бивер, Дейл Дикки, Майкл Шамус Уайлз, Хавьер Граеда, Джейми Макшейн, Майкл Брайан Френч, Ральф Олдермен, Дэн Десмонд, Джон Кояма.

### Съёмки
Кабельная сеть AMC заказала девять эпизодов для первого сезона, но в 2007—2008 годах Гильдия сценаристов США проводила забастовку и были отсняты только семь эпизодов. Первоначально по сценарию в качестве места действия был выбран город Риверсайд в штате Калифорния, но по предложению компании Sony выбор пал на Альбукерке из-за благоприятных финансовых условий, предоставляемых штатом Нью-Мексико. Съёмки велись преимущественно на 35-мм киноплёнку. Цифровые камеры использовались для съёмок с нестандартных ракурсов, для кадров с видом от первого лица и замедленной съёмки. Средняя стоимость эпизода — 3 миллиона долларов.
В июле 2011 года Гиллиган сообщил, что планирует завершить «Во все тяжкие» на пятом сезоне. В начале августа 2011 года начались переговоры о съёмках пятого и, вероятно, последнего сезона. Кабельный канал AMC предлагал ограничиться 6-8 эпизодами вместо планируемых 13, чтобы сократить расходы. Однако производственная компания Sony Pictures Television, которая занималась работой над сериалом, отклонила это предложение и обратилась к другим кабельным сетям на случай, если не удастся договориться с AMC. В итоге 14 августа 2011 года AMC продлили «Во все тяжкие» на пятый сезон, состоящий из 16 серий.
Места съёмок
Подавляющее большинство съёмок сериала проводилось в Альбукерке и окрестностях. Среди наиболее известных городских мест — дом семьи Уайтов по адресу Пирмонт Драйв 3828, за пять сезонов съёмок AMC заплатила его хозяевам примерно 500 000 долларов. Шрейдеры проживали на окраине по Кумбре дель Сур 4901. В доме Джесси Пинкмана по 16-й стрит 322 располагается загородный клуб. На протяжении второго сезона сериала Джесси и Джейн живут в дуплексе по адресу Террас-стрит 325. Дом Густаво Фринга располагается по Джефферсон-стрит 1213.
Автомойка Octopus по Сноу Хайтс Сёркл 9516 является действующей автомойкой Mister Car Wash. Ресторан быстрого питания Los Pollos Hermanos находится по адресу Айлета Бульвар 4257. На самом деле там продают буррито Twisters. На месте офиса Сола Гудмана на бульваре Монтгомери 9800 находится спортивный бар Sinners N Saints. «Кристальный дворец» в сериале — на самом деле тихий семейный мотель Crossroads по Сентрал-авеню 1001. На своё 52-летие Уолтер заказывает завтрак в ресторанчике Denny’s на Сентрал-авеню 2608.
Лишь ряд моментов в сериале был снят за пределами Альбукерке. Например, загородные съёмки первой варки метамфетамина велись в индейской резервации Тохаджилли. А знаменитое ограбление поезда было снято на Спер-Ранч-роуд в статистически обособленной местности Эльдорадо-эт-Санта-Фе.
Координаты 34°59′20″ с. ш. 106°36′52″ з. д., по которым Уолтер Уайт закопал свои сбережения, являются координатами студии Q Studios в Альбукерке, где снимали «Во все тяжкие».

### Операторские решения
В съёмках пилотного эпизода «Во все тяжкие» участвовал оператор Джон Толл. Далее на протяжении всего первого сезона эту должность занимал Рей Виллэлобос. Начиная со второго сезона и до конца съёмок оператором был Майкл Словис. До этого он два с половиной года работал оператором на съёмках «C.S.I.: Место преступления» и был удостоен премии «Эмми» за выдающуюся кинематографию. С 2008 года Майкл Словис начал своё сотрудничество с телеканалом AMC. Его решения в плане построения кадра, выборе освещения и цветокоррекции во многом определили отличительный стиль съёмки сериала «Во все тяжкие».
Среди характерных особенностей построения кадра в сериале выделяются широкие общие планы, когда актёры или автомобили изображаются как маленькие объекты на фоне бескрайних пустынных пейзажей. Такие кадры подчёркивают уединённость и помещают персонажей в конкретное место действия. Идея использования общих планов в сериале принадлежит Винсу Гиллигану, который рекомендовал Словису посмотреть вестерн «Хороший, плохой, злой» для лучшего представления о нужном результате. Другой приём называют широким закрытым кадром, когда камера крупным планом фокусируется на каком-то объекте, а что-то важное происходит на заднем плане. Ещё в сериале запоминаются необычные кадры, снятые от первого лица, когда, например, камера крепится на дно ёмкости, в которую что-то переливают или пересыпают, когда камера закрепляется на роботизированном пылесосе или на черенке от лопаты, которую персонаж несёт на плече.
При выборе освещения Винс Гиллиган не хотел пользоваться «телевизионным» равномерным вариантом. Его больше привлекали контрастные кадры, и съёмки в полумраке. В качестве нужной картинки он привёл в пример оператору «Крёстного отца», где используется контрастное освещение, когда тени столько же, сколько и света. Вдобавок присутствие света в кадре меняется по мере развития сюжета, благодаря чему удаётся лучше передать гнетущую «мрачную» атмосферу перевоплощения главного персонажа.
К числу операторских приёмов, использованных в сериале, относится и работа с цветом. Чтобы подчеркнуть обилие оттенков жёлтого и коричневого цветов, доминирующих в пустынных пейзажах Нью-Мексико, а также с целью добавления контраста голубому небу Майкл Словис пользовался набором поляризационных фильтров. Для выделения флешбеков или флешфорвардов не использовались какие-либо традиционные приёмы цветокоррекции, потому что разные сюжетные линии в большей степени разделены географически, чем хронологически. А для сцен, которые по сюжету происходили на территории Мексики, применялся специальный фильтр, чтобы подчеркнуть географическую смену места действия.

### Музыка
За подбор музыки к сериалу отвечал музыкальный супервайзер Томас Голубик. Вся оригинальная музыка была записана американским композитором Дэйвом Портером. Его же авторству принадлежит и главная музыкальная тема из вступительной заставки. Всего на протяжении сериала звучат 227 песен и инструментальных композиций. За свою работу Дэйв Портер в 2013 году был награждён Американским обществом композиторов, авторов и издателей как лучший телевизионный композитор. Музыкальные композиции из первых двух сезонов сериала были изданы отдельным саундтреком Music from the Original Series Breaking Bad 18 мая 2010 года. На диск была собрана музыка Дэйва Портера, Мика Харви, Los Cuates de Sinaloa, The Black Seeds, Yellowman, The In Crowd, Элвина Тайлера, Twaughthammer, Calexico, The Walkmen, The Silver Seas. Оригинальный саундтрек Дэйва Портера ко всем пяти сезонам вышел на двух дисках, первый в 2012, второй в 2013 году.
Написание музыки к каждому эпизоду занимало примерно неделю. Работа над саундтреком каждого эпизода, как правило, начиналась со встречи композитора, музыкального супервайзера и музыкального редактора с Винсом Гиллиганом и ключевыми фигурами, участвовавшими в создании эпизода. Они обговаривали, где музыка должна быть, а где — нет. Для сцен с музыкальным сопровождением определялась цель использования музыки, а также оговаривалось, где будут использоваться оригинальные композиции, а где — готовые. Далее композитор приступал к записи. Дэйв Портер широко использовал различные этнические музыкальные инструменты, найденные звуки, а также пользовался своей большой коллекцией синтезаторов. Часть аудиозаписей создавалась в период между съёмками разных сезонов сериала. Весь полученный материал и готовые семплы обрабатывались с использованием системы Pro Tools HD.

## Актёры и персонажи
- Брайан Крэнстон 
(Уолтер Уайт)
- Анна Ганн 
(Скайлер Уайт)
- Аарон Пол 
(Джесси Пинкман)
- Дин Норрис 
(Хэнк Шрейдер)
- Бетси Брандт 
(Мари Шрейдер)
- Ар Джей Митт 
(Уолтер Уайт-мл.)
- Боб Оденкерк 
(Сол Гудман)
- Джанкарло Эспозито 
(Густаво Фринг)
- Джонатан Бэнкс 
(Майк Эрмантраут)
- Джесси Племонс 
(Тодд Алкист)

     = Главная роль в сезоне
     = Второстепенная роль в сезоне
     = Гостевая роль в сезоне

### Основные роли
| Брайан Крэнстон    | Уолтер Уайт             | 7 | 13 | 13 | 13 | 16 | 62 |
| Анна Ганн          | Скайлер Уайт            | 7 | 13 | 12 | 13 | 16 | 61 |
| Аарон Пол          | Джесси Пинкман          | 7 | 13 | 13 | 13 | 16 | 62 |
| Дин Норрис         | Хэнк Шрейдер            | 6 | 10 | 11 | 11 | 13 | 51 |
| Бетси Брандт       | Мари Шрейдер            | 6 | 10 | 10 | 11 | 13 | 50 |
| Ар Джей Митт       | Уолтер «Флинн» Уайт-мл. | 7 | 12 | 11 | 11 | 13 | 54 |
| Джанкарло Эспозито | Густаво «Гус» Фринг     |   | 2  | 12 | 11 |    | 25 |
| Боб Оденкерк       | Сол Гудман              |   | 4  | 10 | 10 | 12 | 36 |
| Джонатан Бэнкс     | Майк Эрмантраут         |   | 1  | 6  | 10 | 8  | 25 |
| Лора Фрейзер       | Лидия Родарт-Куэйл      |   |    |    |    | 9  | 9  |
| Джесси Племонс     | Тодд Алкист             |   |    |    |    | 11 | 11 |
| Всего эпизодов     | Всего эпизодов          | 7 | 13 | 13 | 13 | 16 | 62 |

### Второстепенные роли
| Стивен Майкл Кесада | Стивен Гомез              | 4 | 7  | 6  | 4  | 12 | 33 |
| Чарльз Бейкер       | Тощий Пит                 | 2 | 4  | 5  | 1  | 3  | 15 |
| Кармен Серано       | Кармен Молина             | 4 | 2  | 2  |    | 1  | 9  |
| Максимино Арсиньега | Доминго «Крейзи-8» Молина | 3 |    |    |    |    | 3  |
| Рэймонд Крус        | Туко Саламанка            | 2 | 2  |    |    |    | 4  |
| Дэвид Хаус          | Доктор Делкаволи          | 2 | 5  |    |    |    | 7  |
| Мэтт Джонс          | Брэндон «Барсук» Мейхью   | 1 | 4  | 3  | 1  | 3  | 12 |
| Родни Раш           | Кристиан «Комбо» Ортега   | 1 | 3  | 1  |    |    | 5  |
| Мариус Стэн         | Богдан Волынец            | 1 |    | 1  | 3  |    | 5  |
| Джессика Хект       | Гретхен Шварц             | 2 | 1  |    |    | 2  | 5  |
| Адам Годли          | Эллиот Шварц              | 1 |    |    |    | 2  | 3  |
| Майкл Шамус Уайлз   | Джордж Меркерт            |   | 4  | 4  | 3  | 1  | 12 |
| Кристен Риттер      | Джейн Марголис            |   | 8  | 1  |    |    | 9  |
| Кристофер Казинс    | Тед Бенеке                |   | 4  | 5  | 3  | 1  | 13 |
| Том Кише            | Хлодвик                   |   | 3  | 1  |    |    | 4  |
| Марк Марголис       | Гектор Саламанка          |   | 2  | 3  | 3  |    | 8  |
| Тина Паркер         | Франческа Лидди           |   | 1  | 1  | 5  | 2  | 9  |
| Джон де Ланси       | Дональд Марголис          |   | 3  | 1  |    |    | 4  |
| Джереми Битсуи      | Виктор                    |   | 1  | 6  | 1  |    | 8  |
| Найджел Гиббс       | Тим Робертс               |   | 1  |    | 3  |    | 4  |
| Тодд Терри          | Остин Реми                |   | 2  |    |    | 3  | 5  |
| Луис Монкада        | Марко Саламанка           |   |    | 5  |    |    | 5  |
| Даниэль Монкада     | Леонель Саламанка         |   |    | 6  |    |    | 6  |
| Дэвид Костабайл     | Гейл Беттикер             |   |    | 4  | 3  |    | 7  |
| Джер Бернс          | Лидер Группы              |   |    | 3  | 1  |    | 4  |
| Эмили Риос          | Андреа Кантильо           |   |    | 2  | 4  | 3  | 9  |
| Айан Посада         | Брок Кантильо             |   |    | 2  | 4  | 2  | 8  |
| Рэй Кэмпбелл        | Тайрус Китт               |   |    |    | 10 |    | 10 |
| Лавелл Кроуфорд     | Хьюэлл Бабино             |   |    |    | 5  | 6  | 11 |
| Билл Бёрр           | Патрик Куби               |   |    |    | 2  | 3  | 5  |
| Кристофер Кинг      | Крис Мара                 |   |    |    | 4  | 1  | 5  |
| Морис Компт         | Гафф                      |   |    |    | 4  |    | 4  |
| Луис Феррейа        | Деклан                    |   |    |    |    | 3  | 3  |
| Крис Фрайсхофер     | Дэн Ваксбергер            |   |    |    |    | 3  | 3  |
| Кевин Ранкин        | Кенни                     |   |    |    |    | 7  | 7  |
| Майкл Боуэн         | Джек Уэлкер               |   |    |    |    | 7  | 7  |
| Патрик Сане         | Фрэнки                    |   |    |    |    | 6  | 6  |
| Тейт Флетчер        | Лестер                    |   |    |    |    | 5  | 5  |
| Мэтт Мецлер         | Мэтт                      |   |    |    |    | 5  | 5  |
| Всего эпизодов      | Всего эпизодов            | 7 | 13 | 13 | 13 | 16 | 62 |

- Брайан Крэнстон — Уолтер Уайт — пятидесятилетний школьный учитель химии, у которого диагностировали неоперабельный рак лёгких. Вместе со своим бывшим учеником Джесси Пинкманом он начинает производить и продавать метамфетамин, чтобы обеспечить финансовое будущее своей семьи. В преступной среде Уолтер Уайт получает известность под кличкой «Гейзенберг».
- Анна Ганн — Скайлер Уайт — жена Уолтера, домохозяйка, в начале сериала беременна вторым ребёнком. Узнав о незаконной деятельности мужа, требует развода, но ради сохранения семьи отказывается от этого намерения, постепенно смиряется и помогает Уолтеру в «отмывании денег».
- Аарон Пол — Джесси Пинкман — бывший ученик Уолтера Уайта, ставший его сообщником в наркобизнесе.
- Дин Норрис — Хэнк Шрейдер — свояк Уолтера, женат на сестре Скайлер — Мари. Агент Управления по борьбе с наркотиками.
- Бетси Брандт — Мари Шрейдер — сестра Скайлер и жена Хэнка, сотрудница лаборатории рентгенографии.
- Ар Джей Митт — Уолтер Уайт-мл. — сын Уолтера и Скайлер, страдающий детским церебральным параличом. Так же как и его персонаж, Ар Джей Митт болен ДЦП, только в более лёгкой форме.
- Боб Оденкерк — Сол Гудман (появляется во втором сезоне и остаётся до конца пятого) — адвокат Уолтера и Джесси. Обладает обширными связями в криминальной среде. Оказывает посильную помощь главным персонажам.
- Джанкарло Эспозито — Густаво «Гус» Фринг (появляется во втором сезоне и остаётся до конца четвёртого) — владелец закусочной сети Los Pollos Hermanos, являющейся прикрытием для подконтрольного ему наркотрафика. Помогает Уолтеру и Джесси в производстве и распространении метамфетамина.
- Джонатан Бэнкс — Майк Эрмантраут (появляется во втором сезоне и остаётся до конца первой половины пятого) — бывший полицейский, помощник Сола Гудмана и начальник службы безопасности закусочной сети Los Pollos Hermanos.
- Лора Фрейзер — Лидия Родарт-Куэйл (появляется в первой части пятого сезона и остаётся до конца сериала) — руководитель отдела логистики фирмы «Madrigal Electromotive». Поставщица метиламина для Гуса Фринга и для Уолтера Уайта.
- Джесси Племонс — Тодд Алкист (появляется в первой части пятого сезона и остаётся до конца сериала) — работник фумигационной компании «Vamonos Pest», временный сообщник Уолтера Уайта. Знакомит его со своим дядей Джеком — лидером местной ячейки банды «Арийское братство».

## Тематика и символизм

### Проблема нравственного выбора
У Уолтера появляется возможность поступить как мужчина в 4-й серии первого сезона, когда его бывшие бизнес-партнёры предлагают ему оплатить курс химиотерапии. Ему предлагают выход, не предусматривающий криминала; выход, который не подвергнет опасности его семью и не заставит нарушать закон. В переломный момент ему предлагают спасение, однако он считает, что принять деньги от посторонних — значит унизиться. Он отвергает предложение из-за слишком сильного самолюбия.
Основу сюжета «Во все тяжкие» составляет история превращения протагониста в антагониста. Или, как выразился Винс Гиллиган, история превращения мистера Чипса в Лицо со шрамом. Эта трансформация связана с серьёзными переменами в нравственном облике главного персонажа. Как отмечает Кэтлин Фалсани из The Huffington Post, Уолтер Уайт — один из самых противоречивых и страшных персонажей, когда-либо появлявшихся на телевидении. Становление его преступного гения выглядит пугающим и убедительным в силу того, что он является выходцем из нормальной, а не из криминальной среды.
В сериале основательно проработана нравственная проблематика. По словам Брайана Крэнстона, Уолтера волнует вопрос: «Стоит ли подрывать свою нравственность и пренебрегать своими принципами, чтобы попробовать стать кем-то другим ради материальной выгоды?». Актёр полагает, что Уолтер Уайт не справился с испытанием. «Во все тяжкие» демонстрирует, как один моральный компромисс делает проще следующий. Проблема нравственного выбора по мере развития сюжета доходит до библейских высот: «Какая польза человеку, если он приобретёт весь мир, а душе своей повредит?».
Выстраиваемый по сюжету образ антигероя некоторые рецензенты отождествляют с прозвищем «Гейзенберг». Кто-то рассматривает его как преступное альтер эго Уолтера Уайта. Однако создатели сериала исходили из того, что Уолт был таким всю свою жизнь, просто обстоятельства не позволяли ему в полной мере проявлять себя. Гейзенберг стал средством для достижения цели. Образ был создан Уолтером Уайтом, чтобы отделить его новую «профессиональную жизнь» со всеми её отрицательными сторонами от «личной жизни», в которой господствовала противоположная мораль. Однако в пятом сезоне эти условные границы исчезают, Уолтера поглощает стремление к богатству и власти, а расплатой за это становится разрушение его семьи. Наконец, в финале главного персонажа настигает смерть.
Создатели сериала отступили от привычной морали, которую обычно закладывают в смерть антигероя. Они «позволили» Уолтеру Уайту передать деньги в наследство его детям. Дали ему возможность отомстить за убийство Хэнка Шрейдера и отнятое богатство. Ему в одиночку удалось уничтожить целый отряд нацистов и к тому же освободить из плена своего бывшего напарника. После этого смерть Уолтера Уайта выглядит не просто заслуженным возмездием. Концовка сериала заключает в себе также попытку героизации главного персонажа.

### Мужественность
«Что значит быть мужчиной?» — это один из тех вопросов, которые позволяют лучше понять подоплёку превращения униженного и слабохарактерного протагониста во властного и жестокого антагониста. Зритель знакомится с Уолтером Уайтом, когда тому исполняется 50 лет. Персонажу явно недостаёт мужественности. Его семейные дела ведёт жена-домохозяйка, которая подаёт мужу на юбилей диетический бекон. Сын обвиняет его в трусости, когда Уолтер отказывается от прохождения химиотерапии. Ученики в школе не обращают на него внимания. Хозяин автомойки заставляет его мыть машины вместо работы на кассе.
В сериале понятие мужественности тесно связано с деньгами и властью. Пустившись «во все тяжкие», Уолтер находит сферу, в которой он способен утвердить своё господство. Эта возможность позволяет ему восстановить подавленное эго. Он охотно использует завоёванную власть, которую получает в своё распоряжение. Зенит славы и упоения властью приходится на эпизод, в котором Уолтер Уайт заключает сделку с представителем мексиканского наркокартеля и произносит знаменитую фразу «Назови моё имя».
Несмотря на личный триумф Уолтера Уайта, ему достаётся пиррова победа ценой отдаления ото всех, кто был ему дорог. К тому же он получает власть, отнимая её у других, тем самым лишний раз укрепляя ту безжалостную систему отношений, в которой ему прежде приходилось терпеть унижения. Мужественность представлена в сериале как нечто пагубное, как культурная догма, ограждающая мужчин от эмоций и от других людей. Это способствует процветанию насилия и мести. Как отмечает Сильпа Коввари из The Atlantic, мужественность в сериале предоставляет поводы, ради которых стоит умереть, а не ради которых стоит жить.

### Семейные ценности
Уолтер Уайт: Я принял серию плохих решений и я не могу принять ещё одно такое.

Густаво Фринг: Почему вы приняли эти решения?

Уолтер Уайт: Ради блага моей семьи.

Густаво Фринг: В таком случае эти решения не были плохими. Что должен делать мужчина, Уолтер? Мужчина должен содержать свою семью.

Уолтер Уайт: Это стоило мне моей семьи.

Густаво Фринг: Если у тебя есть дети, значит, у тебя есть семья. Они всегда будут твоим приоритетом, твоей ответственностью. А мужчина должен обеспечивать семью. И он делает это, даже если его не ценят, не уважают, и даже если не любят. Он несёт свой груз. И он делает это, потому что он мужчина.
GF: Why did you make these decisions?

WW: For the good of my family.

GF: Then they weren’t bad decisions. What does a man do, Walter? A man provides for his family.

WW: This cost me my family.

Семья — одна из центральных тем сериала. Уолтер Уайт оправдывал решение «пуститься во все тяжкие» именно заботой о будущем своей семьи, о финансовом наследии, которое он оставит своим детям. Подгоняемый смертельным диагнозом, он решился на преступление. Завеса лжи, созданная им для прикрытия его преступной деятельности, в конце концов начала рушиться. Жена узнала о наркоторговле и потребовала развода. Уолтер попытался завязать с наркобизнесом, чтобы сохранить семью. Однако Густаво Фринг убедил его остаться, объясняя, что мужчина должен обеспечивать свою семью, даже если его не любят. В последнем эпизоде Уолтер признался Скайлер, что занимался наркоторговлей ради себя: «Я делал это для себя. Мне это нравилось». Несмотря на это признание, он всё же обеспечил тайную передачу накопленных им денег своим детям. Не словом, но делом он в очередной раз подтвердил, что всё его предприятие затевалось ради семьи.
Родители Джесси Пинкмана выгнали его из дома, чтобы оградить от дурного влияния их младшего сына. В третьем сезоне Джесси познакомился с Андреа Кантильо и её сыном Броком. Его любовь к девушке и её ребёнку становится его слабостью. В сериале обыгрывается идея о том, что забота о близких может быть не только опорой, но и уязвимостью. Если бы Джесси не был так привязан к Броку, сыну своей подруги, то Уолтер не смог бы сыграть на этой привязанности, чтобы настроить Джесси против Гуса Фринга. Тодду не удалось бы принудить Джесси подневольно работать в мет-лаборатории, где его удерживало только опасение за жизнь Брока.
Дети так или иначе влияют на решения, принимаемые их родителями и родственниками. Не случайно дочь Лидии Родарт-Коуэл примерно того же возраста, что и внучка Майка Эрмантраута. В момент, когда он собирался убить Лидию, именно забота о дочери спасла ей жизнь. Уязвимость в хладнокровном профессионализме Майка проявилась, когда Лидия стала умолять оставить её тело после убийства, чтобы дочь знала, что мать её не бросила. После этого Майк отказался от первоначального намерения и договорился с Лидией о сотрудничестве. Джек Уэлкер сохранил жизнь Уолтеру Уайту и оставил ему часть денег после убийства Хэнка Шрейдера. Своё решение он объяснил тем, что его племянник Тодд не простил бы ему иной исход.

### Наука
Проверкой научной достоверности сценария и диалогов занималась Донна Нельсон — профессор органической химии из университета Оклахомы. Она также написала все химические формулы и уравнения, используемые в сериале. По словам Винса Гиллигана, это была её личная инициатива. Ей настолько понравился сериал, что она предложила свою помощь в качестве консультанта.
Джейсон Уоллак из журнала Vice дал высокую оценку точности методов изготовления метамфетамина, представленных в сериале. В ранних эпизодах используется обычный подпольный способ с применением йода и красного фосфора, в качестве прекурсора используется псевдоэфедрин. К окончанию первого сезона Уолтер Уайт сталкивается с трудностью приобретения достаточного количества псевдоэфедрина для масштабного производства метамфетамина. Он решает использовать альтернативный метод, основанный на реакции восстановительного аминирования. В качестве основных реагентов для этого метода применяются фенил-2-пропанон и метиламин. По сюжету фенил-2-пропанон (известный как фенилацетон или P2P) получают из фенилуксусной кислоты и уксусной кислоты с использованием барабанной печи и диоксида тория (ThO2) в качестве катализатора. Фенилацетон и метиламин реагируют с образованием промежуточного имина, который далее участвует в окислительно-восстановительной реакции, протекающей при участии амальгамы алюминия.
После смены прекурсора, Уолтер Уайт начинает синтезировать метамфетамин характерного голубого цвета. При этом в сериале неоднократно озвучивается тезис о крайне высокой степени чистоты получаемого продукта. К примеру, в первом эпизоде четвёртого сезона Гейл Беттикер утверждает, что метамфетамин Уолтера Уайта чист на 99 %. Чистота и цвет становятся своеобразным фирменным знаком. Однако в действительности кристально чистый метамфетамин представляет собой бесцветно-белое вещество, а любые цветовые оттенки свидетельствуют о наличии примесей.
В 2013 году в передаче «Разрушители легенд» были поставлены два опыта, посвящённые сериалу «Во все тяжкие». Авторы передачи решили проверить достоверность двух сцен из первого сезона. Во-первых, подверглось сомнению разрушительное действие плавиковой кислоты, которая, согласно сериалу, растворила днище ванной, пол и перекрытие в доме Пинкмана. Во-вторых, проверялся взрывной потенциал гремучей ртути, которую Уолтер Уайт брал на встречу с Туко Саламанкой. По итогам экспериментов обе сцены в том виде, в каком они изображены в сериале, были сочтены физически невозможными.

### Наркоторговля
Получение высококлассного продукта в незаконном предприятии — лишь полдела. Не менее важным вопросом является организация сбыта. Патрик Радден Киф в своей статье для еженедельника The New Yorker даёт высокую оценку проработке тематики наркоторговли в сериале. Рассматривая отдельные аспекты, автор отмечает правдоподобность путей сбыта, а также реалистичное изображение отдельных участников процесса: торговцев, посредников, представителей наркокартелей. Неправдоподобным в реалиях США автор видит сооружение крупной стационарной лаборатории.
Поначалу Уолтер Уайт доверяет вопросы сбыта метамфетамина Джесси Пинкману, который привлекает к наркоторговле своих приятелей. Эта схема оказывается работоспособной до тех пор, пока объёмы товара незначительны и не приходится задумываться о защите своих дилеров. Однако очень скоро Уолтер Уайт понимает, что их предприятию нужен посредник, который оградит их от опасностей, связанных с уличной торговлей. И такой посредник находится в лице криминального адвоката Сола Гудмана. Несмотря на его карикатурность, Гудман является лишь слегка преувеличенным образом некоторых адвокатов, встречающихся вдоль юго-западной границы США.
В вопросе отмывания денег автор статьи отмечает, что наркокартели отдают свои предпочтения футбольным стадионам или фирмам, предоставляющим услуги проката автомобилей, то есть таким организациям, где не будет проблем с подделкой финансовой отчётности. Выбор автомойки в качестве инструмента по отмыванию денег — вполне нормальная идея. Хотя предложение Сола Гудмана об аттракционе с лазерными боями тоже приемлемо для данной цели.
Для реализации крупной партии метамфетамина Гудман знакомит Уолтера Уайта с Гусом Фрингом. Образ процветающего наркобарона, который успешно занимается наркоторговлей за ширмой законного бизнеса, более правдоподобен, чем образ кинозлодеев типа «Лица со шрамом». Фринг расчётлив и внимателен к деталям, он не разъезжает по городу на дорогом Феррари, а ездит на старом универсале Вольво. Он воплощает собой образ, типичный для определённого рода профессиональных наркоторговцев.
Единственное, что неправдоподобно в реальности США — это дорогостоящая стационарная лаборатория. Главной проблемой такого масштабного предприятия будет добыча адекватных объёмов прекурсора, поставки которого находятся под строгим контролем в стране. Гораздо проще перенести крупное производство в Мексику или Гватемалу, как это делают крупные наркокартели. Для США в этом плане типичным является мобильное кустарное производство метамфетамина.

### Уолт Уитмен
На протяжении сериала «Во все тяжкие» неоднократно упоминается имя Уолта Уитмена, известного американского поэта XIX века. Первое упоминание встречается в шестом эпизоде третьего сезона сериала, когда Гейл Беттикер прочитал Уолтеру Уайту стихотворение Уитмана «Когда я слушал учёного астронома…». В том же эпизоде впервые показан сборник стихов Уитмана «Листья травы», который Уайт читает, сидя в кресле у себя в квартире, когда ему звонит Хэнк Шрейдер по поводу трейлера Джесси Пинкмана. В эпизоде «Пулевые отверстия» четвёртого сезона Уолтер Уайт и Хэнк Шрейдер обсуждают записи Гейла Беттикера, среди которых встречается фраза «Посвящается У. У. Моей звезде, моей полной тишине» (англ. «To W. W. My star, my perfect silence»). Шрейдер в шутку называет имя «Уолтер Уайт», как подходящую расшифровку «У. У.», на что Уайт предлагает имя Уолта Уитмана, указывая на то, что одна из страниц в записях Беттикера содержит стихотворение поэта. Далее в эпизоде «Опасные условия» первой половины пятого сезона Уолтер Уайт переезжает обратно в свой дом и, разбирая вещи, достаёт из коробки сборник «Листья травы», который кладёт на прикроватную тумбочку. Именно эта книга привела к драматическому повороту сюжета в середине пятого сезона сериала. Точнее, в конце 8 эпизода, названного «Летящий над всем» (англ. «Gliding Over All») — так же, как 271 стих из сборника «Листья травы». Хэнк Шрейдер, находясь в гостях у Уолтера Уайта, находит книгу и читает памятную надпись на титульном листе: «моему второму любимому У. У. Работать с вами — большая честь. Искренне, Г. Б.» (англ. «To my other favorite W. W. It`s an honour working with you. Fondly, G. B.»).
«Листья травы» — главный литературный труд Уитмена, над которым автор трудился всю свою жизнь. В этом кроется одна из возможных параллелей с сериалом. Для Уолтера Уайта изготовление качественного метамфетамина очень скоро становится делом всей его жизни, которое он доводит до совершенства и считает своим наследием. Также есть мнение, что общим местом в сборнике стихов Уитмана и в сериале «Во все тяжкие» является взгляд на противоречивую природу свободы, которая для кого-то может стать благословением, а для кого-то — проклятием.

### Розовый плюшевый мишка
Основная этическая дилемма сериала заставляет зрителя задуматься, в какой момент Уолтер Уайт перестаёт быть героем и становится злодеем, в какой момент симпатия зрителя сменяется презрением и до каких пор и почему мы готовы оправдывать преступные действия главного персонажа? Одним из приглашений для этической интерпретации последствий преступных действий главного персонажа служит повторяющийся мотив появления фигурки обгоревшего розового мишки. Игрушка появляется в тизерах четырёх эпизодов второго сезона сериала: «Семьсот тридцать семь», «На дне», «Конец бизнеса», «Альбукерке».. Если сложить вместе оригинальные названия серий, то получится фраза «Seven Thirty-Seven Down Over ABQ», что можно перевести как «Семьсот тридцать седьмой разбился над Альбукерке». Двойной смысл в названиях и флешфорварды предсказывают авиакатастрофу в финале второго сезона: после столкновения двух самолётов Boeing 737 в небе над Альбукерке на город рушатся обломки, а розовый мишка падает в бассейн Уолтера Уайта. По мнению Винса Гиллигана, авиакатастрофа символизирует божий гнев, обрушивающийся на главного персонажа. Игрушка же, упавшая в бассейн, указывает на смерть невинного ребёнка и служит символом косвенной вины Уолтера Уайта во всём случившемся, поскольку именно он позволяет Джейн Марголис умереть, а её расстроенный горем отец-авиадиспетчер допускает катастрофическую ошибку, в результате которой происходит столкновение самолётов.
Во всех четырёх флешфорвардах розовый мишка с обожжённым боком и лишённый одного глаза плавает в бассейне. Окружение выдержано в чёрно-белой гамме, а сама игрушка окрашена в розовый цвет. В этом есть оммаж «Списку Шиндлера». Обугленная и лишённая одного глаза половина лица у игрушечного мишки служит ещё одним повторяющимся мотивом. Образ обгоревшей половины лица перекликается с аналогичной смертельной травмой Густаво Фринга в конце четвёртого сезона. Мотив повреждённого глаза повторяется в случае убийства Гейла Беттикера, а также в случае нападения Хэнка Шрейдера на Джесси Пинкмана. Во всех этих эпизодах, также как и в авиакатастрофе, косвенно виновен Уолтер Уайт, который добивался корыстных целей, принося при этом в жертву жизни других людей.
Третий визуальный мотив, связанный с фигуркой розового плюшевого мишки, — это его игрушечный глаз, отделившийся при падении. Сначала его вылавливает из бассейна Уолтер Уайт в начале третьего сезона, сразу после авиакатастрофы. Второй раз образ игрушечного глаза используется в сцене, когда кузены Саламанка приходят в дом Уолтера Уайта, чтобы его убить. Один из них поднимает глаз, находящийся на кровати рядом с ним, а второй получает сообщение об отмене убийства. В обоих случаях искусственный глаз представляет собой образ наблюдателя и немого судьи. В третий раз игрушечный глаз появляется в начале четвёртого сезона, когда его находит Скайлер, обыскивая кухонные ящики в съёмной квартире мужа, что символизирует её погружение в преступный мир Уолтера Уайта.

## Реакция

### Критика и отзывы
«Во все тяжкие» завоевал широкое признание критиков, получил высокие оценки и был признан как один из лучших телесериалов (и по оценкам многих — лучший) всех времён. На обобщающем критические отзывы сайте Metacritic первый сезон сериала имеет рейтинг 73 из 100, второй — 84 из 100, третий — 89 из 100, четвёртый — 96 из 100, пятый — 99 из 100. В 2014 году сериал «Во все тяжкие» попал в «Книгу рекордов Гиннесса», как сериал с самым высоким рейтингом на сайте Metacritic (99 из 100). Американский институт киноискусства называл «Во все тяжкие» в числе 10 лучших телесериалов в 2008, 2010, 2011, 2012 и 2013 годах. TV Guide в 2013 году поместил «Во все тяжкие» на девятую позицию в своём рейтинге величайших телесериалов всех времён.
С самого начала первого сезона сериал сопровождали преимущественно положительные отзывы телевизионных критиков. Линда Стэйси из New York Post в своём отзыве восхитилась актёрским талантом Брайана Крэнстона и Аарона Пола. Роберт Бьянко из USA Today также высоко оценил игру актёрского дуэта Крэнстона и Пола, отметив, что сериал не лишён юмора. Особенно в тех моментах, когда Уолт пытается применять научную логику в бизнесе и в общении со своим глуповатым учеником, с ролью которого прекрасно справился Аарон Пол. Доля юмора сохраняется даже в сценах напряжённого ожидания, когда герои пытаются решиться на убийство. Некоторые рецензенты поначалу скептически восприняли новый телепроект AMC, сравнивая его с сериалом «Дурман». Дуг Эльфман из Chicago Sun-Times и вовсе посчитал, что сериалу не хватает проработки сценария, режиссуры и операторской работы, чтобы на должном уровне передать актёрскую игру Крэнстона и Пола.
Второй сезон, вслед за первым, был благосклонно принят критикой. Кен Такер из Entertainment Weekly заявил, что «Во все тяжкие» предоставляет зрителю свежий взгляд на кризис среднего возраста. Потребовались смертельная болезнь и преступление, чтобы вывести Уолтера Уайта из ступора, заставить его вновь жить полной жизнью, использовать имеющиеся возможности, рисковать, заниматься тем, о чём он раньше и подумать не мог. Конечно же, метафора перевоплощения главного персонажа оказалась жизнеспособной благодаря актёрскому таланту Брайана Крэнстона. По мнению Тима Гудмана из San Francisco Chronicle, во втором сезоне удалось удержать высокую планку качества сериала, достигнутую в первом сезоне. Более того, с каждым новым эпизодом ощущалась возрастающая амбициозность проекта.
Третьему сезону снова достались хорошие оценки рецензентов. В таблоиде Newsday отметили, что «Во все тяжкие» остался верен себе и сохранил за собой звание лучшего телешоу. Тим Гудман из San Francisco Chronicle дал высокую оценку сценарию, актёрской и операторской работе в новом сезоне. По окончании третьего сезона издание The A.V. Club назвало «Во все тяжкие» одним из лучших телевизионных драматических произведений.
Четвёртый сезон завоевал широкое признание критиков. The Boston Globe увидел в нём «захватывающее зрелище, удерживающееся на грани катастрофы». Многие издания назвали «Во все тяжкие» лучшим сериалом 2011 года. К примеру, так сделала газета Pittsburgh Post-Gazette, отметив, что это тот редкий случай, когда авторам удалось не допустить серьёзных ошибок и неверных сюжетных ходов. Донна Боуман из The A.V. Club обратила внимание на продолжающееся моральное падение Уолтера Уайта, которого уже не останавливают невинные жертвы на пути достижения целей. Он готов отравить ребёнка, чтобы направить события в нужном ему направлении. Он готов подорвать бомбу в доме престарелых, чтобы избавиться от своего врага. И это, похоже, не предел.
Обе части пятого сезона были удостоены чрезвычайно высоких оценок. После окончания сериала критик Ник Харли с благодарностью подытожил: «прекрасно написанный, виртуозно снятый, с безупречной игрой актёров, сериал „Во все тяжкие“ вобрал в себя всё, что вы хотели бы увидеть в драматическом произведении. Критики ещё десятилетие будут спорить о том, что делает этот сериал великим, но причины бесконечны и уже хорошо задокументированы». Сет Амитин из IGN назвал последний эпизод «самым мучительным, неожиданным, ужасающим и хорошо спланированным» эпизодом всего сериала, одной из лучших концовок телесериалов и, возможно, лучшей серией, которую он когда-либо видел на телевидении. Джона Голдберг из National Review отозвался о сериале как о лучшем современном шоу, и, вероятно, лучшем из всех когда-либо снятых. Режиссёр Оливер Стоун критически воспринял концовку сериала, выразив недовольство чрезмерным и неправдоподобным уровнем насилия в финальной серии пятого сезона.
«Во все тяжкие» приобрёл огромную популярность по всему миру не только у простых зрителей, но и у прославленных персон. Писатель Стивен Кинг в своей статье, опубликованной в еженедельнике Entertainment Weekly после выхода второго сезона, похвалил сериал, назвав его «телешоу с лучшим сценарием». Именитый актёр Энтони Хопкинс настолько проникся сериалом, что написал отдельное письмо Брайану Крэнстону, в котором признался, что «ничего подобного в жизни не видел». Актёрскую работу Крэнстона он оценил как «величайшую в истории». В своём письме Хопкинс также не забыл похвалить остальных актёров и съёмочную команду. Сериал получил похвалу от Джорджа Мартина, автора «Песни льда и пламени», по мотивам которой снят сериал «Игра престолов». Мартин сказал, что во всём Вестеросе не найдётся монстра страшней, чем Уолтер Уайт в сериале «Во все тяжкие». Режиссёр Дэвид Линч в одном из интервью назвал «Во все тяжкие» в числе своих любимых телешоу.

### Награды и номинации
За всё время трансляции сериал «Во все тяжкие» участвовал в 350 номинациях и получил 137 наград. Американская телевизионная академия присудила сериалу 16 прайм-таймовых премий «Эмми», включая 2 премии «Эмми» за лучший драматический сериал в 2013 и 2014 году. «Во все тяжкие» был отмечен двумя премиями Пибоди в 2008 и 2013 годах. Ассоциация телевизионных критиков дважды назвала сериал «Программой года», чего прежде удостаивался только «Клан Сопрано». К тому же сериал в 2010 и 2012 годах заслужил премию Ассоциации телевизионных критиков за выдающиеся достижения в драме. В 2009, 2010 и 2013 годах «Во все тяжкие» получил премию «Спутник» за лучший телевизионный драматический сериал, а в 2009, 2010 и 2013 годах — премию «Сатурн» за лучший телесериал, сделанный для кабельного телевидения. Гильдия сценаристов США три года подряд в 2012, 2013 и 2014 называла «Во все тяжкие» лучшим драматическим сериалом и поместила его на 13 позицию в своём рейтинге «101 лучшего сериала всех времён». Голливудская ассоциация иностранной прессы в 2014 году наградила «Во все тяжкие» премией «Золотой глобус» за лучший драматический сериал. Ассоциация телевизионных журналистов назвала «Во все тяжкие» лучшим драматическим сериалом в 2013 и 2014 году, наградив создателей премией «Выбор телевизионных критиков». Британская академия кино и телевизионных искусств в 2014 году отметила сериал премией BAFTA как лучшую международную программу. В 2013 году сериал награждён премией «Золотая Нимфа» и People’s Choice Awards.
Съёмочная группа сериала была отмечена 2 премиями Гильдии режиссёров Америки, 2 премиями Гильдии продюсеров США, 5 премиями Американской ассоциации монтажёров, 1 премией Американской гильдии гримёров, 1 премией Организации аудиомонтажёров кино. Сценаристов наградили 6 премиями Гильдии сценаристов США и премией ПЕН-клуба США за лучший телесценарий. Актёрский состав сериала был отмечен в 2014 году премией Гильдии киноактёров США за лучший актёрский состав в драматическом сериале и премией Американского общества специалистов по кастингу в 2015 году.
Брайан Крэнстон за исполнение роли Уолтера Уайта получил 4 премии «Эмми» за лучшую мужскую роль в драматическом телесериале в 2008, 2009, 2010 и 2014 годах. Гильдия киноактёров США дважды наградила его за лучшую мужскую роль в драматическом сериале в 2013 и 2014 году. Крэнстон также был награждён премией Ассоциации телевизионных критиков за личные достижения в драме в 2009 году и премией «Спутник» за лучшую мужскую роль в драматическом сериале в 2009, 2010 и 2013 году. Ассоциация телевизионных журналистов отметила его премией «Выбор телевизионных критиков» как лучшего актёра в драматическом сериале в 2012 и 2013 годах. Дважды Крэнстон был награждён премией «Сатурн» лучшему актёру на телевидении в 2012 и 2013 годах. В 2014 году Голливудская ассоциация иностранной прессы вручила актёру премию «Золотой глобус» за лучшую мужскую роль в телевизионном драматическом сериале.
За роли второго плана награды получили Аарон Пол, Анна Ганн, Джанкарло Эспозито, Джонатан Бэнкс. Аарон Пол трижды был удостоен премии «Эмми» за лучшую мужскую роль второго плана в драматическом телесериале в 2010, 2012 и 2014 году. В 2013 году он получил премию «Спутник». Трижды получил премию «Сатурн» лучшему актёру второго плана на телевидении в 2010, 2012 и 2014 году. В 2014 году Аарон Пол был награждён премией «Выбор телевизионных критиков» лучшему актёру второго плана в драматическом телесериале. Анна Ганн получила две премии «Эмми» за лучшую женскую роль второго плана в 2013 и 2014 году. Джанкарло Эспозито был награждён премией «Выбор телевизионных критиков» лучшему актёру второго плана в драматическом телесериале в 2012 году. Джонатан Бэнкс получил премию «Сатурн» лучшему актёру второго плана на телевидении в 2013 году.

### Телевизионные рейтинги
| Сезон | Кол-во эпизодов | Первый эпизод сезона | Первый эпизод сезона          | Последний эпизод сезона | Последний эпизод сезона       | Средняя аудитория (в миллионах) |
| Сезон | Кол-во эпизодов | Дата                 | Кол-во зрителей (в миллионах) | Дата                    | Кол-во зрителей (в миллионах) | Средняя аудитория (в миллионах) |
| ----- | --------------- | -------------------- | ----------------------------- | ----------------------- | ----------------------------- | ------------------------------- |
| 1     | 7               | 20 января 2008 года  | 1,41                          | 9 марта 2008 года       | 1,50                          | 1,23                            |
| 2     | 13              | 8 марта 2009 года    | 1,66                          | 31 мая 2009 года        | 1,50                          | 1,30                            |
| 3     | 13              | 21 марта 2010 года   | 1,95                          | 13 июня 2010 года       | 1,56                          | 1,52                            |
| 4     | 13              | 17 июля 2011 года    | 2,58                          | 9 октября 2011 года     | 1,90                          | 1,90                            |
| 5-1   | 8               | 15 июля 2012 года    | 2,93                          | 2 сентября 2012 года    | 2,78                          | 4,32                            |
| 5-2   | 8               | 11 августа 2013 года | 5,92                          | 29 сентября 2013 года   | 10,28                         | 4,32                            |

### Популярность
Рост популярности сериала «Во все тяжкие» отозвался эхом в различных сферах реальной жизни. Многие сообщения относятся к криминальной хронике. С популярностью сериала связывают рост спроса на метамфетамин в Великобритании и Европе. К примеру, в Германии в 2014 году наблюдался 51%-ный рост употребления наркотиков класса A (к числу которых относится метамфетамин). Рост попыток контрабанды метамфетамина в Великобританию составил 400 % в 2013 году. Сообщалось, что торговцы метамфетамином стали использовать голубой пищевой краситель, рассчитывая привлечь телеаудиторию и повысить продажи. В новостных сообщениях упоминание сериала встречается в связи со случаями избавления от трупов путём их растворения в кислоте, при арестах школьных учителей, занявшихся наркоторговлей, при попытках контрабанды наркотиков смертельно больными преступниками. Дошло до того, что был арестован реальный Уолтер Уайт, занимавшийся изготовлением метамфетамина.
По ходу трансляции сериала были запущены два тематических сайта: savewalterwhite.com и ныне неактивный bettercallsaul.com, который перенаправляет посетителей на страницу нового сериала «Лучше звоните Солу» на сайте AMC. Созданный Уолтером-младшим сайт SaveWalterWhite.com был запущен в 2009 году. До 2013 года при попытке пожертвования посетители перенаправлялись на сайт благотворительной организации National Cancer Coalition. По данным на октябрь 2012 года фанаты сериала пожертвовали порядка 125 000 долларов. Однако после сообщения Центра журналистских расследований о нецелевом использовании средств данной благотворительной организацией компания AMC удалила ссылку на сайт National Cancer Coalition. Теперь при попытке пожертвований посетителей перенаправляют на сайт AMC.
Популярность сериала стала причиной роста туристической привлекательности Альбукерке. Для фанатов организован специальный автобусный маршрут по местам съёмок. Экскурсия длится 3,5 часа и проходит через 13 мест, связанных с сериалом. Туристический интерес создал также уникальную проблему для хозяев дома, в котором по сюжету проживала семья Уолтера Уайта. Некоторые поклонники сериала стали забрасывать пиццу на крышу дома, как это сделал главный персонаж во втором эпизоде третьего сезона. Винс Гиллиган даже обратился к фанатам через СМИ, чтобы они прекратили забрасывать дом пиццами и создавать проблемы хозяевам.
По окончании сериала группа преданных поклонников и учитель химии из средней школы Альбукерке Дэвид Лэйман позаботились о том, чтобы в газете Albuquerque Journal был напечатан некролог о смерти Уолтера Уайта следующего содержания:
Уайт, Уолтер, известный как Гейзенберг, 52-х лет, житель Альбукерке, скончался в воскресенье после продолжительной борьбы с раком лёгких и вследствие огнестрельного ранения. Соучредитель фирмы «Серое вещество», учитель химии в средней школе, Уайт является основателем империи по производству кристаллического метамфетамина. Супруга Скайлер Ламберт, сын Уолтер «Флинн» младший и дочь Холли. На частной панихиде присутствовала семья. Вместо цветов все желающие могут сделать пожертвования, которые пойдут на профилактику наркозависимости. Его будет не хватать.

## Производные и сопутствующие проекты

### Мини-эпизоды
17 февраля 2009 года компания AMC опубликовала онлайн 5 оригинальных мини-эпизодов перед премьерой второго сезона «Во все тяжкие». В мини-эпизодах снялись Брайан Крэнстон, Аарон Пол, Дин Норрис, Бетси Брандт и Мэтт Джонс. Все пять серий выдержаны в комедийном ключе. В эпизоде «Хороший коп / плохой коп» (англ. «Good Cop / Bad Cop») Хэнк и Мари празднуют День святого Валентина в своей спальне. В серии «Свадебный день» (англ. «Wedding Day») Хэнк в день женитьбы на Мари обсуждает с Уолтом свою последнюю холостяцкую ночь. В «TwaüghtHammër» Брэндон Мэхью, он же «Барсук», пытается снять документальное видео о клипе «Ошибки» (англ. «Fallacies») музыкальной группы Джесси Пинкмана. Мари Шрейдер делает запись для видеодневника в мини-эпизоде «Признание Мари» (англ. «Marie's Confession»). Во «Взломе» (англ. «The Break-In») Уолтер и «Барсук» пытаются похитить пылесос из чужого гаража.

### Издания на цифровых носителях
Первый сезон вышел на DVD 24 февраля 2009 года, а первое издание на Blu-ray появилось 16 марта 2010 года. В числе дополнений на диск вошли аудиокомментарии к «Пилотной серии» и к эпизоду «Пригоршня ничего» (англ. Crazy Handful of Nothin'), серия короткометражных фильмов о создании сериала, удалённые сцены и другие материалы. Второй сезон вышел на DVD и на Blu-ray 16 марта 2010 года. Помимо сериала, в издании были собраны 6 веб-эпизодов, рекламный ролик «Лучше звоните Солу», музыкальный клип «Чёрный и синий» (исп. Negro y Azul), короткометражки о съёмках каждого эпизода, аудиокомментарии, удалённые сцены и другие материалы. Третий сезон был издан на DVD и Blu-ray 7 июня 2011 года с дополнительными закадровыми съёмками, набором короткометражек, клипом «Команда Н. А. У. К. А.» (англ. Team S.C.I.E.N.C.E.), аудиокомментариями, удалёнными сценами. Четвёртый сезон вышел на DVD и Blu-ray 5 июня 2012 года. В издание вошли удалённые и расширенные варианты сцен, эпизоды без цензуры, 30 короткометражек, аудиокомментарии ко всем эпизодам и другие материалы.
Полное издание сериала «Во все тяжкие» вышло на DVD и Blu-ray 26 ноября 2013 года в коллекционной упаковке в виде одной из бочек, использованных Уолтером Уайтом для захоронения денег в пустыне. На диски помимо всех серий были записаны дополнительные материалы общей продолжительностью 55 часов, что превышает суммарную длительность всех 62 эпизодов сериала. Среди дополнений были и те, что прежде выпускались в составе отдельных изданий. Особая ценность нового собрания — двухчасовой документальный фильм о создании четырнадцатого эпизода пятого сезона «Озимандия». Также в издание вошли трёхминутная альтернативная концовка, удалённые и расширенные версии некоторых сцен, закадровые съёмки и многое другое.
| Сезон | Сезон | Сезон          | Дата выхода DVD | Дата выхода DVD | Дата выхода DVD | Дата выхода Blu-ray Disc | Дата выхода Blu-ray Disc |
| Сезон | Сезон | Сезон          | Регион 1        | Регион 2        | Регион 4        | Регион A                 | Регион B                 |
| ----- | ----- | -------------- | --------------- | --------------- | --------------- | ------------------------ | ------------------------ |
|       | 1     | 1              | 24 февраля 2009 | 14 декабря 2009 | 8 июля 2009     | 16 марта 2010            | 2 ноября 2011            |
|       | 2     | 2              | 16 марта 2010   | 26 июля 2010    | 8 февраля 2010  | 16 марта 2010            | 2 ноября 2011            |
|       | 3     | 3              | 7 июня 2011     | 19 мая 2011     | 24 ноября 2010  | 7 июня 2011              | 2 ноября 2011            |
|       | 4     | 4              | 5 июня 2012     | 22 марта 2012   | 28 марта 2012   | 5 июня 2012              | 13 июня 2012             |
|       | 5     | ч. 1           | 4 июня 2013     | 3 июня 2013     | 6 июня 2013     | 4 июня 2013              | 3 июня 2013              |
| ч. 2  | 5     | 26 ноября 2013 | 25 ноября 2013  | 28 ноября 2013  | 26 ноября 2013  | 25 ноября 2013           |                          |

### Адаптация
10 мая 2013 года крупнейшая американская испаноязычная телекоммуникационная компания Univision договорилась с компанией Sony о съёмках сериала «Метастазы» — колумбийской адаптации «Во все тяжкие». Новый сериал состоит также из 62 серий, которые отсняли всего два режиссёра — Андрес Баис и Андрес Бирманн. Сюжет адаптации вплоть до деталей повторяет оригинал. Новым местом действия стала Богота. Колумбийского Уолтера Уайта по имени Уальтер Бланко сыграл Диего Трухильо. Джесси Пинкмана переименовали в Хосе Мигеля Росаса, а его роль исполнил Роберто Урбина. Новой передвижной лабораторией стал школьный автобус. Жена Уальтера Бланко из блондинки Скайлер превратилась в брюнетку Сиело, сыгранную Сандрой Рейес. У нового Сола Гудмана, который стал Солом Буэно, появилось целое вечернее шоу вместо простой рекламы на телевидении. Транслировалась адаптация в 2014 году на телеканале UniMas.

### Ответвление
В апреле 2013 года стало известно, что телеканал AMC и компания Sony Pictures Television планируют съёмки ответвления сериала «Во все тяжкие» с Солом Гудманом в главной роли. В сентябре 2013 года было официально объявлено о начале работ над приквелом «Лучше звоните Солу». Для названия нового телешоу был выбран рекламный слоган из 8-й серии второго сезона «Во все тяжкие». Создателями сериала стали Винс Гиллиган и сценарист Питер Гулд. В главной роли остался Боб Оденкерк. Действие новой картины разворачивается за 6 лет до встречи Сола Гудмана с Уолтером Уайтом. Премьера сериала состоялась 8 февраля 2015 года.

### Ток-шоу
На волне успеха ток-шоу Talking Dead, посвящённого обсуждению сериала «Ходячие мертвецы», канал AMC запустил аналогичную программу, приуроченную к выходу второй половины пятого сезона сериала «Во все тяжкие». Новое афтер-шоу получило название Talking Bad. Программа транслировалась с 11 августа по 29 сентября 2013 года. Телевизионные выпуски выходили сразу после показа очередной серии «Во все тяжкие». В эфире ток-шоу ведущий Крис Хардвик и несколько приглашённых гостей обсуждали события сериала. Всего было выпущено восемь частей афтер-шоу, в съёмках которых приняли участие все главные действующие лица проекта, а также известные личности, не имеющие прямого отношения к сериалу.

### Фильм
В ноябре 2018 года стало известно, что режиссёр Винс Гиллиган планирует снять полнометражный фильм по мотивам сериала «Во все тяжкие», в котором будут раскрываться дальнейшие судьбы главных персонажей.